# György László (színművész)
György László (Etes-Bányatelep, 1923. augusztus 1. – Budapest, 1986. május 12.) Jászai Mari-díjas magyar színész.

## Életpályája
Előbb tanítóképzőt végzett, majd az Országos Magyar Színművészeti Főiskola hallgatója lett, ahol 1948-ban fejezte be tanulmányait. Első szerződése a Szegedi Nemzeti Színházhoz kötötte. A debreceni Csokonai Színháznak 1949-től, a Miskolci Nemzeti Színháznak 1950-től 1958-ig volt tagja. Az 1955–56-os évadban a szolnoki Szigligeti Színház társulatához tartozott. 1959-ben szerződött Budapestre. A Petőfi Színház tagja lett, majd az átszervezéseknek megfelelően 1961-től a Jókai Színház, 1963-tól haláláig a Thália Színház művésze volt. Karakteres alkata, ízes magyar beszéde alapján elsősorban „népi” figurák megformálást bízták rá, sokat foglalkoztatott karakterszínész, sokoldalú művész volt. Írásai közül kiemelkedik az 1981-ben bemutatott Fehérlófia című filmhez Jankovics Marcell rendezővel közösen írt forgatókönyve.
Több évtizedig élt feleségével, Móricz Lilivel a Németvölgyi út 14.-ben, a Szabó Lőrinc egykori lakóháza (16. sz.) melletti társasházban.
Munkásságát 1966-ban Jászai Mari-díjjal ismerték el, amit Horkai János, Kabos László, Latinovits Zoltán, Raksányi Gellért és Sztankay István társaságában vehetett át.

## Fontosabb szerepei

### Színház
- Volpone (Ben Jonson)
- Balga (Vörösmarty Mihály: Csongor és Tünde)
- Horatio (Shakespeare: Hamlet);
- Bicska Maxi (Brecht–Kurt Weill: Koldusopera)
- Doolittle (Shaw: Pygmalion)
- Börcsök (Illyés Gyula: Ozorai példa)
- Tomaji plébános (Örkény István: Tóték)

### Film és televízió
- 1948
  - Forró mezők (rendező: Apáthi Imre)
- 1953
  - A város alatt – Holub (rendező: Herskó János)
- 1957
  - Égi madár – Őrmester (rendező: Fehér Imre)
- 1959
  - Merénylet (rendező: Várkonyi Zoltán)
  - Veréb utcai csata (tévéfilm) – Virág Dávid (rendező: Simon Zsuzsa)
- 1960
  - A Noszty fiú esete Tóth Marival – Kopereczky (rendező: Gertler Viktor)
  - Csutak és a szürke ló – Dohnál apja (rendező: Várkonyi Zoltán)
  - Fapados szerelem – Jobbágy András (rendező: Máriássy Félix)
  - Három csillag – Őrmester (rendezők: Jancsó Miklós, Wiedermann Károly, Várkonyi Zoltán)
  - Két emelet boldogság – Farsang kollégája (rendező: Herskó János)
  - Virrad (rendező: Keleti Márton)
- 1961
  - A pékinas lámpása (tévéfilm) – Poroszló II. (rendező: Máriássy Félix)
  - Amíg holnap lesz – Az állami gazdaság igazgatója (rendező: Keleti Márton)
  - Az ígéret földje – Kerekes Mihály (rendező: Mészáros Gyula)
  - Délibáb minden mennyiségben (rendezők: Szinetár Miklós, Banovich Tamás)
  - Jó utat autóbusz! (rendező: Fejér Tamás)
  - Katonazene (rendezők: Marton Endre, Hintsch György)
  - Májusi fagy (rendező: Kis József)
  - Napfény a jégen (rendező: Bán Frigyes
  - Négyen az árban – Laci papája (rendező: Révész György)
  - Nem ér a nevem (rendező: Keleti Márton)
  - Puskák és galambok – Csendőr II. (rendező: Keleti Márton)
- 1962
  - Angyalok földje – Egyleti tag I. (rendező: Révész György)
  - Asszony a telepen (rendező: Fehér Imre)
  - Az utolsó vacsora (rendező: Várkonyi Zoltán)
  - Egyiptomi történet – Erdész (rendező: Mészáros Gyula)
  - Fagyosszentek (rendező: Révész György)
  - Félúton (rendező: Kis József)
  - Húsz évre egymástól (rendező: Fehér Imre)
  - Legenda a vonaton – Pribó (rendező: Rényi Tamás)
  - Mici néni két élete – Detektív (rendező: Mamcserov Frigyes)
- 1963
  - A Tenkes kapitánya (tévésorozat) – Viktor mester (rendező: Fejér Tamás)
  - Dáma-hetes-ász… (tévéfilm) – Jegor (rendező: Mihályfi Imre)
  - Egy ember, aki nincs – Bányász III. (rendező: Gertler Viktor)
  - Ezer év (tévéfilm) – Fegyőr (rendező: Máriássy Félix)
  - Hattyúdal (rendező: Keleti Márton)
  - Meztelen diplomata – Újságíró (rendező: Palásthy György)
  - Mindennap élünk – Pali bácsi (rendező: Rényi Tamás)
  - Párbeszéd – A munkástanács küldötte (rendező: Herskó János)
- 1964
  - A kőszívű ember fiai 1-2. – Vármegyei úr I. (rendező: Várkonyi Zoltán)
  - Karácsonyi ének (tévéfilm) – Schoolmaster (rendező: Mészáros Gyula)
  - Másfél millió – Mihály (rendező: Palásthy György)
  - Mit csinált felséged 3-tól 5-ig? (rendező: Makk Károly)
  - Nem az én ügyem (rövidfilm) (rendező: Máriássy Félix)
  - Példázat 1-3. (tévésorozat) – Krasznal (rendező: Zsurzs Éva)
  - Rab Ráby (tévéfilm) – Margolics (rendező: Hintch György)
- 1965
  - Az asszony beleszól (tévéfilm) (rendező: Esztergályos Károly)
  - Az igazságtevő (tévéfilm) (rendező: Nemere László)
  - Húsz óra – Varga Sándor (rendező: Fábri Zoltán)
  - Iszony – Állatorvos (rendező: Hintsch György)
  - Két találkozás (tévéfilm) (rendező: Keleti Márton)
  - Pirostövű nád (tévéfilm) (rendező: Szőnyi G. Sándor)
  - Sárkányeresztés (rövidfilm) (rendező: Lakatos Vince)
  - Szegénylegények – Csendőr I. (rendező: Jancsó Miklós)
- 1966
  - A férfi egészen más – Sógor (rendező: Fejér Tamás)
  - Az áldozat nem tesz vallomást (rövidfilm) – Rendőrtiszt I. (rendező: Kováts Miklós)
  - Barbárok – Vereshajú (rendező: Zsurzs Éva)
  - Egy magyar nábob – Mulató magyar úr II. (rendező: Várkonyi Zoltán)
  - És akkor a pasas… – Államosító (rendező: Gertler Viktor)
  - Graf Kozsibrovszky macht ein Geschäft (rendező: Karl-Heinz Bieber)
  - Hétköznapi történet (tévésorozat) (rendező: Zsurzs Éva)
  - Ketten haltak meg – Iskolaigazgató (rendező: Palásthy György)
  - Princ, a katona (tévésorozat) – Alföldi százados (rendező: Fejér Tamás)
  - Sikátor – Munkás (rendező: Rényi Tamás)
  - Változó felhőzet – Nyilas III. (rendező: Keleti Márton)
- 1967
  - A százegyedik szenátor 1-3. (tévéfilm) (rendező: Keleti Márton)
  - Az aranykesztyű lovagjai (tévésorozat) – Douglas seriff (rendező: Keleti Márton)
  - Az özvegy és a százados – Kocsmáros (rendező: Palásthy György)
  - Budapesten harcoltak (tévéfilm) (rendező: Szőnyi G. Sándor)
  - Úton (tévéfilm) (rendező: Zsurzs Éva)
- 1968
  - A beszélő köntös – Inokai József (rendező: Fejér Tamás)
  - A Hanákné ügy (tévéfilm) – Bizottsági tag (rendező: Horvai István)
  - A holtak visszajárnak – Pap III. (rendező: Wiedermann Károly)
  - Bors (tévésorozat) – Telefonközpont felügyelője
  - Egri csillagok 1-2. – Kovácsmester (rendező: Várkonyi Zoltán)
  - Hazai pálya – Csapattag VII. (rendező: Palásthy György)
  - Holtág (rendező: Dömölky János)
- 1969
  - A 0416-os szökevény (tévésorozat) – Burke alhadnagy (rendező: Keleti Márton)
  - Eklézsia megkövetés (tévéfilm) – Tőke Benjámin (rendező: Hajdufy Miklós)
  - Isten hozta, őrnagy úr! (rendező: Fábri Zoltán)
  - Krebsz, az isten – A központ munkatársa II. (rendező: Rényi Tamás)
  - Volt egyszer egy borbély (tévéfilm) (rendező: Hajdufy Miklós)
- 1970
  - Hatholdas rózsakert (rendező: Ranódy László)
  - Rózsa Sándor (tévésorozat) – Müller főkapitány (rendező: Szinetár Miklós)
  - Szemtől szembe – Nyilas (rendező: Várkonyi Zoltán)
  - Tizennégy vértanú (tévéfilm) (rendező: Hajdufy Miklós)
- 1971
  - A gyáva (tévéfilm) – A házvásárló (rendező: Mihályfi Imre)
  - A fekete város 1-7. (tévésorozat) – A Molitorisz-kocsi utasa (rendező: Zsurzs Éva)
  - A vasrács (tévéfilm) (rendező: Rényi Tamás)
  - Egy óra múlva itt vagyok… (tévésorozat) – Kopcsik őrmester (rendező: Wiedermann Károly)
  - Felfedezés az erdőben (tévéfilm) (rendező: Hajdufy Miklós)
  - Hahó, a tenger! – Beke bácsi (rendező: Palásthy György)
  - Reménykedők – Előadó (rendező: Rényi Tamás)
  - Rózsa Sándor – Müller főkapitány (rendező: Szinetár Miklós)
  - Vargabetű (tévéfilm) (rendező: Zsurzs Éva)
  - Vidám elefántkór (tévéfilm) – Tanyasi ember (rendező: Mamcserov Frigyes)
  - Villa a Lidón (tévésorozat) (rendező: Keleti Márton)
- 1972
  - A lámpás (tévéfilm) – Soós Antal (rendező: Hajdufy Miklós)
  - Az 1001. kilométer (tévéfilm) – Fekete Gábor (rendező: Szőnyi G. Sándor)
  - Heten, mint a gonoszok (tévéfilm) – Elnök (rendező: Hajdufy Miklós)
- 1973
  - Az öreg bánya titka (tévésorozat) – Idegen (rendező: Fejér Tamás)
  - És mégis mozog a föld 1-3. (tévésorozat) (rendező: Hajdufy Miklós)
  - Gúnyos mosoly (tévéfilm) – Jóska, tanácselnök (rendező: Nemere László)
  - Irgalom (tévésorozat) (rendező: Hintsch György)
  - Kakuk Marci – Férfi a kocsmában (rendező: Révész György)
  - Zrínyi 1-3. (tévésorozat) – Anatoliai bég (rendező: Zsurzs Éva)
- 1974
  - 141 perc a befejezetlen mondatból (rendező: Fábri Zoltán)
  - Az ozorai példa (tévéfilm) – Ozorai lakos (rendező: Kardos Ferenc)
  - Felelet 1-8. (tévésorozat) – Műveet & Otildeilde tulaja (rendező: Zsurzs Éva)
  - Ficzek úr (tévéfilm) – Páczer János (rendező: Hajdufy Miklós)
  - Holnap lesz fácán – Természetvédelmis I. (rendező: Sára Sándor)
  - Jelbeszéd (rendező: Luttor Mária)
  - Sári bíró (tévéfilm) – Bíró (rendező: Félix László)
- 1975
  - Árvácska – A fekete férfi (rendező: Ranódy László)
  - Családi kör (tévésorozat)
  - Floris von Rosemund (tévéfilm) – Polgármester (rendező: Gerard Soeteman)
  - Keresztút (tévéfilm) – Petyus Géza (rendező: Horváth Tibor)
  - Szépség Háza (tévéfilm) – Zsűritag (rendező: Félix László)
  - Tornyot választok (tévéfilm) – Szeredei, iskolamester (rendező: Mihályfi Imre)
- 1976
  - Hungária Kávéház (tévésorozat) – Kávéházi vendég
  - Robog az úthenger 1-6. (tévésorozat) – Egyenes Pál (rendező Bednai Nándor)
- 1977
  - K. O. – Pontozó (rendező: Rényi Tamás)
  - Második otthonunk (3. rész: Az áruház) (tévéfilm) (rendező: Palásthy György)
  - Megtörtént bűnügyek 6-8. (tévésorozat) – Ügyvéd (rendező: Bácskai Lauró István)
- 1978
  - Bodnárné (tévéfilm) – Bodnár (rendező: Ádám Ottó)
  - Kinek a törvénye? (rendező: Szőnyi G. Sándor)
- 1979
  - Egyszál magam (tévéfilm) (rendező: Horváth Tibor)
  - Mese habbal (rendező: Bácskai Lauró István)
  - Vakáció a halott utcában (tévéfilm) – Tolvaj (rendező: Palásthy György)
- 1980
  - Cserepek (rendező: Gaál István)
  - Fábián Bálint találkozása az Istennel – Intéző (rendező: Fábri Zoltán)
  - Hosszú levél (tévéfilm) – Kökényes Géza (rendező: Fazekas Lajos)
- 1981
  - A szeleburdi család – Nagypapa (rendező: Palásthy György)
  - Asszonyok (tévéfilm) (rendező: Horváth Tibor)
  - Requiem – Cellatárs (rendező: Fábri Zoltán)
- 1982
  - Bolondnagysága (tévéfilm) – Jóska bácsi, szomszéd gazda (rendező: Nemere László)
  - Zizi (rövidfilm) (rendező: Janisch Attila)
- 1983
  - Gyertek el a névnapomra – Nyaci Laci (rendező: Fábri Zoltán)
- 1985
  - Magyar karrier (tévéfilm) (rendező: Nemere László)

### Szinkron
| Év   | Cím                     | Szereplő | Színész | Szinkron év |
| ---- | ----------------------- | -------- | ------- | ----------- |
| 1973 | Bulecska                | N/A      | N/A     | 1977        |
| 1973 | A Farkassziget rejtélye | N/A      | N/A     | 1975        |